# Ejido General J. Gertrudis García Sánchez
Ejido General J. Gertrudis García Sánchez är en ort i Mexiko.   Den ligger i kommunen Mexicali och delstaten Baja California, i den nordvästra delen av landet, 2 100 km nordväst om huvudstaden Mexico City. Ejido General J. Gertrudis García Sánchez ligger 31 meter över havet och antalet invånare är 262.
Terrängen runt Ejido General J. Gertrudis García Sánchez är platt, och sluttar söderut. Runt Ejido General J. Gertrudis García Sánchez är det ganska glesbefolkat, med 40 invånare per kvadratkilometer. Närmaste större samhälle är Los Algodones, 7,0 km nordost om Ejido General J. Gertrudis García Sánchez. Trakten runt Ejido General J. Gertrudis García Sánchez består till största delen av jordbruksmark.